# مبنى أوميدا سكاي

مبنى أوميدا سكاي هو مبنى يقع في محافظة أوساكا، باليابان. يبلغ ارتفاع المبنى 173 متر  وتم افتتاحه في 1993م.